# Cagayan (rzeka)
Cagayan – najdłuższa rzeka Filipin. Położona na wyspie Luzon. Liczy 505 km długości.
Jest to rzeka górska i zasobna w wodę. Wypływa w górach Caraballo w prowincji Cagayan. Wpływa do Kanału Babuyan. Głównymi dopływami rzeki są Chico, Magat, Ilagan i Pinacanauan.